# Jacobus van der Kloes (1730-1821)
Jacobus van der Kloes (gedoopt Utrecht, 3 december 1730 - aldaar, 22 juni 1821) was een Nederlandse architect.
Van der Kloes was in Utrecht stadsarchitect ("fabriek"). Rond 1808 diende hij zijn werk neer te leggen wegens ouderdom. Johannes van Embden nam vervolgens zijn werkzaamheden over. Van der Kloes bewoonde tot aan zijn dood de ambtswoning van de stadsfabriek op het bastion Zonnenburg in Utrecht. Van der Kloes was tevens deken van het bijlhouwersgilde en gezworene der stad Utrecht.
Van der Kloes is de betovergrootvader van de Dordtse stadsarchitect en Delftse hoogleraar in de bouwstoffenkunde Jacobus Alida van der Kloes.